# Mutton-Bird-Inseln (Tasmanien)
Die Mutton-Bird-Inseln (engl.: Mutton Bird Island group) sind eine unbewohnte Inselgruppe im Indischen Ozean, gelegen knapp zwei Kilometer vor der Südwestküste der australischen Insel Tasmanien.

## Geographie
Zur Gruppe, die sich von West nach Ost über etwa vier Kilometer Luftlinie erstreckt, gehören sechs kleine Inseln:
- Mutton Bird Island (Hauptinsel)
- South East Mutton Bird Islet
- South West Mutton Bird Islet
- Sugarmouse Island
- Wendar Island
- Sugarloaf Rock

und mehrere schroffe Felsformationen, u. a.
- East Pyramids.

Größte und östlichste Insel ist Mutton Bird Island, der die gesamte Inselgruppe ihren Namen verdankt. Ganz im Westen liegen die Felsen der East Pyramids.
Die Inseln sind Teil des Southwest-Nationalparks von Tasmanien.